# Edificio Peck
El edificio Peck (en inglés: Peck Building, en francés: Édifice Peck) es una fábrica textil reconvertida en Montreal, Quebec, Canadá. Terminado en 1904, el edificio de ladrillo de cinco pisos inicialmente albergó a John W. Peck & Co., el segundo fabricante de ropa más grande de Montreal en ese momento. La empresa supervisó la ampliación de Peck, completada en 1913, y siguió siendo la única ocupante del edificio hasta que se subdividió en la década de 1930. La fabricación de textiles siguió siendo la actividad principal entre sus inquilinos hasta la década de 1990, cuando la industria abandonó Montreal como resultado de la globalización.
Los talleres fueron reorientándose paulatinamente. El diseñador de software de animación Discreet Logic ocupó el piso superior entre 1993 y 1997, tiempo durante el cual produjo tecnología para películas de gran éxito como Titanic. Cuando se mudó, la empresa de juegos francesa Ubisoft se hizo cargo del espacio para su recientemente inaugurada sucursal en Montreal. Ubisoft Montreal, convirtiéndose en el estudio de videojuegos más grande del mundo por fuerza laboral, creció rápidamente hasta ocupar todo el edificio.
La presencia del edificio Peck en el corazón de Mile End, en la esquina del Boulevard Saint-Laurent y la Rue Saint-Viateur, jugó un papel importante en el desarrollo del barrio. Junto con John W. Peck & Co. y Ubisoft Montreal, ha albergado dos veces al mayor empleador del Mile End en el lapso de más de un siglo.

## John W. Peck Shirt and Clothing Factory
En 1902, John W. Peck (1849-1920), presidente de la empresa camisera John W. Peck & Co., propuso abrir una nueva fábrica en la ciudad de Saint-Louis (anexionada a la ciudad de Montreal en 1910) a cambio de una bonificación del municipio. En ese momento, John W. Peck & Co. era el segundo fabricante de ropa más grande de Montreal, donde la empresa tenía su sede. El 13 de mayo de 1903, Peck firmó el contrato para un edificio de ladrillo rojo de cinco pisos con un costo de $50 000 (equivalente a $1 800 000 en 2023).
Supuestamente terminado en la primavera de 1904, el edificio Peck está ubicado en Mile End entre Boulevard Saint-Laurent y Rue Saint-Dominique, en sus intersecciones con Rue Lauretta (ahora Saint-Viateur). Su número de puerta inicial en Saint-Laurent era 2275 mientras que su número actual es 5505. La presencia cercana de la estación de tren de Mile End facilitó las conexiones ferroviarias con las dos sucursales del fabricante en Winnipeg y Vancouver. Las ventajas financieras otorgadas a Peck comprendían C$20 000 (equivalente a C$720 000 en 2023) una bonificación y una exención fiscal de 20 años. A cambio, se esperaba que su empresa favoreciera a los residentes de Saint-Louis en el proceso de contratación de sus 300 trabajadores. En 1906, 183 de ellos eran del municipio.
En 1907, Peck presentó una solicitud para ampliar la fábrica, con el objetivo de aumentar su plantilla a 800 personas. A pesar de la oposición local a una mayor subvención de la ciudad, la nueva ala a lo largo de la calle Saint-Dominique fue aprobada y financiada. Con un coste de C$135 000 (equivalente a C$3 350 000 in 2023), fue uno de los proyectos de construcción más grandes de 1912 en Montreal. Fue inaugurado en 1913.
En 1916, 415 trabajadores de John W. Peck & Co. se declararon en huelga para protestar por la reducción de salarios y un supuesto incumplimiento de contrato. Obtuvieron un aumento salarial y mejores condiciones de trabajo. Otra huelga en 1925 tuvo menos éxito: los 181 trabajadores en huelga fueron despedidos y reemplazados. El 26 de mayo de 1920, John W. Peck murió de una enfermedad cardíaca. 

## Subdivisión de edificios
A partir de la década de 1930, el edificio Peck se subdividió entre varios inquilinos, en su mayoría otros fabricantes de ropa. Los pantalones Rothstein ocuparon los pisos superiores del edificio durante 45 años. En la década de 1950, al menos dos trabajadores murieron en accidentes en el hueco de un ascensor: en 1950, Jean-Claude Lamoureux, de 16 años, fue aplastado hasta morir bajo un ascensor y, en 1953, Jean Paul Pierson, de 26 años, pisó por error un hueco vacío y se cayó. Esa misma década, John W. Peck & Co. cesó sus actividades.
Entre 1964 y 1973 se construyeron numerosos edificios de hormigón de gran tamaño en los alrededores de Peck, que albergaron a cientos de fabricantes de ropa y contribuyeron a hacer de Mile End uno de los sectores textiles más importantes de Canadá. La industria textil era entonces el mayor empleador de Montreal.
Con el auge de la globalización en la década de 1990, la industria textil abandonó rápidamente a Montreal. Varios otros tipos de negocios, como estudios de arquitectura y galerías de arte, se instalaron en el Peck. Entre 1993 y 1997, el diseñador de software de animación Discreet Logic ocupó el piso superior. Durante ese período, su tecnología sirvió a superproducciones estadounidenses como Independence Day (1996) y Titanic (1997). Posteriormente, Discreet Logic trasladó su sede a un almacén en el Viejo Montreal y fue adquirida por Autodesk en 1999.

## Ubisoft Montreal
A mediados de la década de 1990, el lobista quebequense Sylvain Vaugeois convenció a Yves Guillemot, director general de la empresa de juegos francesa Ubisoft, para que abriera una nueva sucursal en Montreal. Para ello, Vaugeois prometió subsidios de C$25 000 (equivalente a C$45 000 en 2023) por empleado por año del gobierno de Quebec, aunque esos subsidios no existían. Más tarde convenció al entonces ministro de Finanzas, Bernard Landry, para que otorgara subsidios, utilizando nuevamente la táctica del engaño, y el acuerdo se concretó el 17 de abril de 1997.
Ubisoft Montreal ocupó temporalmente un espacio en el hotel St-James en el Viejo Montreal. Originalmente estaba previsto que se mudara a un edificio en Le Plateau-Mont-Royal, y Ubisoft estaba a punto de firmar un contrato de arrendamiento cuando Yves Guillemot se enteró de que Discreet Logic estaba trasladando su sede. Por el diseño tipo loft de sus oficinas, prefirió el Edificio Peck. Ubisoft Montreal se trasladó a su quinto piso a principios de julio de 1997 con alrededor de 50 empleados.

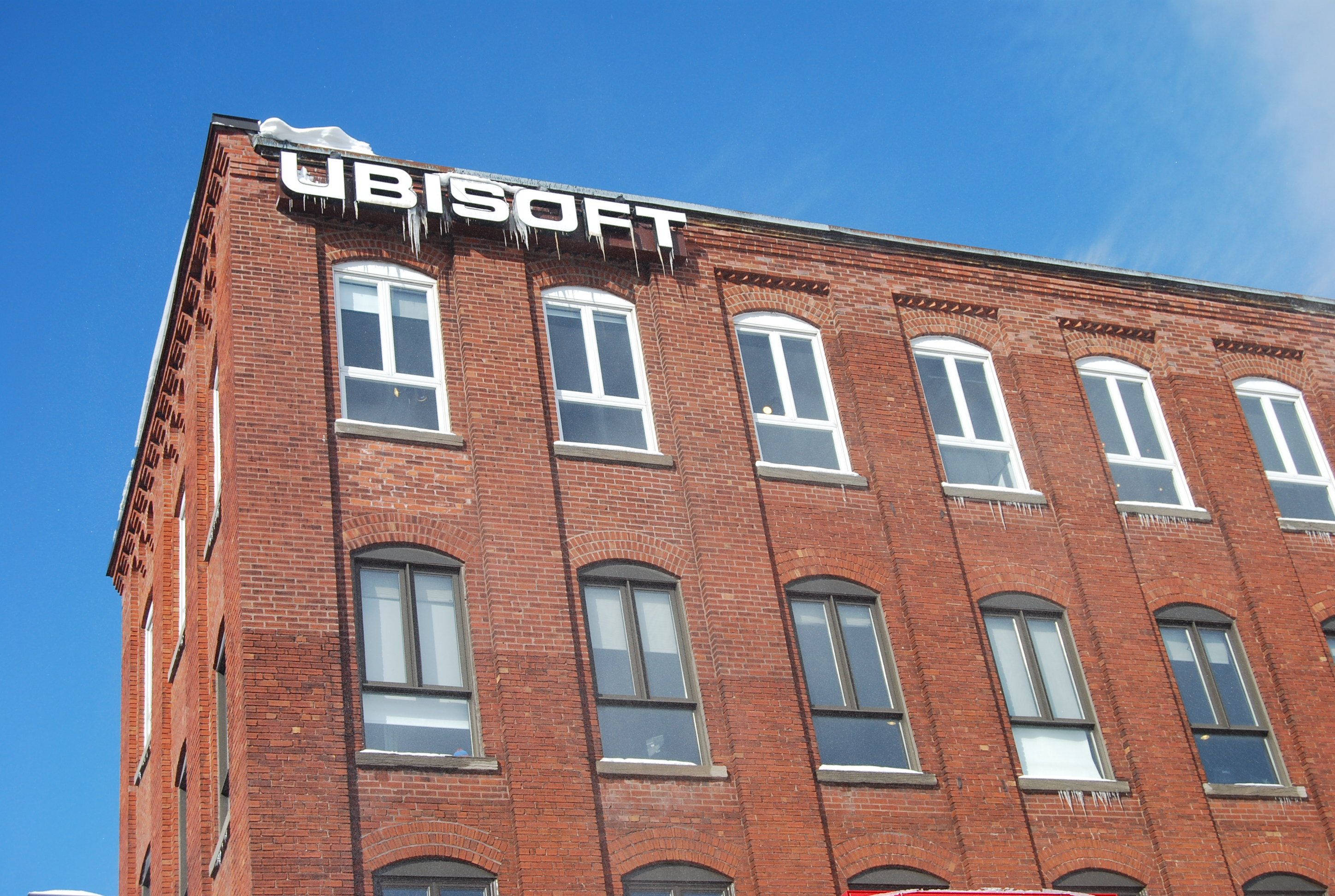
Logotipo de Ubisoft en la fachada del edificio Peck.

Ubisoft Montreal creció rápidamente. En el año 2000 contaba con 350 empleados. En esa década, lanzó juegos exitosos que abarcaron franquicias como Tom Clancy's Splinter Cell (2002), Prince of Persia: The Sands of Time (2003), Far Cry (2004) y Assassin's Creed (2007). Los competidores estadounidenses siguieron a Ubisoft en Montreal, incluidos Electronic Arts en 2004 y Warner Bros. Games en 2008, convirtiendo la ciudad en la capital de los juegos. En 2009, Ubisoft Montreal tenía 1900 empleados, lo que lo convierte en el estudio de videojuegos más grande del mundo. En 2013, empleaba a trabajadores de 55 nacionalidades.
La empresa creció hasta ocupar los cinco pisos, o 251 000 pies cuadrados (23 319 m²), del edificio Peck. En 2011, se consideró trasladar su sede a otros barrios de Montreal. El director ejecutivo Yannis Mallat finalmente decidió no hacerlo, citando la calidad de vida en Mile End y un «apego emocional» al edificio Peck como factores clave. Ubisoft y el propietario de Peck invirtieron millones de dólares en la renovación del edificio, incluida la modernización de su fontanería y aire acondicionado y la reinvención de su diseño interior. Posteriormente, la compañía lanzó otros juegos exitosos como Watch Dogs (2014) y Tom Clancy's Rainbow Six: Siege (2015). En 2022, seguía siendo el estudio de juegos más grande del mundo, con más de 4000 empleados.
Ubisoft Montreal es el mayor empleador de Mile End, al igual que John W. Peck & Co. un siglo antes. Su presencia en el Edificio Peck ha contribuido a la importante reurbanización del barrio.